# Гейм, Андрей Константинович
Сэр Андре́й Константи́нович Гейм (англ. Andre Geim; род. 21 октября 1958, Сочи, РСФСР, СССР) — советский и британский физик, лауреат Нобелевской премии по физике 2010 года (совместно с Константином Новосёловым), известен в первую очередь как один из разработчиков первого метода получения графена. В 2011 году указом королевы Великобритании Елизаветы II за заслуги перед наукой ему присвоено звание рыцаря-бакалавра с официальным правом прибавлять к своему имени титул «сэр». Член Лондонского королевского общества (2007) и иностранный член НАН США (2012).

## Биография
Родился в 1958 году в Сочи, в семье инженеров немецкого происхождения (единственным известным Гейму исключением среди его немецких предков была прапрабабка с материнской стороны, которая была еврейкой). Гейм считает себя европейцем и полагает, что не нуждается в более подробной «таксономии». В 1964 году семья переехала в Нальчик.
Отец, Константин Алексеевич Гейм (1910—1998), с 1964 года работал главным инженером Нальчикского электровакуумного завода; мать, Нина Николаевна Байер (1927—?), работала главным технологом там же. Единокровный брат матери — известный физик-теоретик Владимир Николаевич Байер, сын Николая Николаевича Байера, деда Андрея Гейма.
В 1975 году Андрей Гейм окончил с золотой медалью среднюю школу № 3 города Нальчика и пытался поступить в МИФИ, но неудачно (препятствием явилось немецкое происхождение абитуриента). Вернувшись в Нальчик, проработал 8 месяцев на Нальчикском электровакуумном заводе. В это время познакомился с В. Г. Петросяном и занимался у него усиленной подготовкой по физике.
В 1976 году поступил в Московский физико-технический институт. До 1982 года обучался на факультете общей и прикладной физики, окончил с отличием («четвёрка» в дипломе только по политэкономии социализма) и поступил в аспирантуру. В 1987 году получил степень кандидата физико-математических наук в Институте физики твёрдого тела РАН, защитив диссертацию на тему «Исследование механизмов транспортной релаксации в металлах методом геликонного резонанса» под руководством В. Т. Петрашова. Работал научным сотрудником в ИФТТ АН СССР и в Институте проблем технологии микроэлектроники АН СССР.
В 1990 году получил стипендию Английского королевского общества и уехал из Советского Союза. Работал в Ноттингемском университете, университете Бата, а также недолго в Копенгагенском университете, перед тем как стал доцентом университета Неймегена, а с 2001 года — Манчестерского университета. По данным на 2009 год был руководителем Манчестерского центра по «мезонауке и нанотехнологиям», а также главой отдела физики конденсированного состояния.
Почётный доктор Делфтского технического университета, Швейцарской высшей технической школы Цюриха и Антверпенского университета. Имеет звание «профессор Лэнгуорти» Манчестерского университета (англ. Langworthy Professor, среди удостоенных этого звания были Эрнест Резерфорд, Лоурэнс Брэгг и Патрик Блэкетт).
В 2008 году получил предложение возглавить один из институтов Макса Планка в Германии, но ответил отказом.
Являлся подданным Королевства Нидерландов. Лишен гражданства Нидерландов в 2025 году (причина — получение другого гражданства, Великобритании). Супруга — Ирина Григорьева (выпускница Московского института стали и сплавов), работала, как и Гейм, в ИФТТ АН СССР, в настоящее время работает вместе с мужем в лаборатории Манчестерского университета.

После присуждения Гейму Нобелевской премии директор департамента международного сотрудничества фонда «Сколково» Алексей Ситников объявил о намерении пригласить его работать в Сколково. В ответ Гейм заявил: 
Там у вас люди что – с ума посходили совсем? Считают, что если они кому-нибудь отсыпят мешок золота, то можно всех пригласить?
 При этом Гейм сказал, что не имеет российского гражданства и чувствует себя в Великобритании комфортно, выразив скептическое отношение к проекту российского правительства создать в стране аналог Кремниевой долины.

## Научные достижения
Среди достижений Гейма можно отметить создание биомиметического адгезива (клея), позднее ставшего известным как наноскотч.

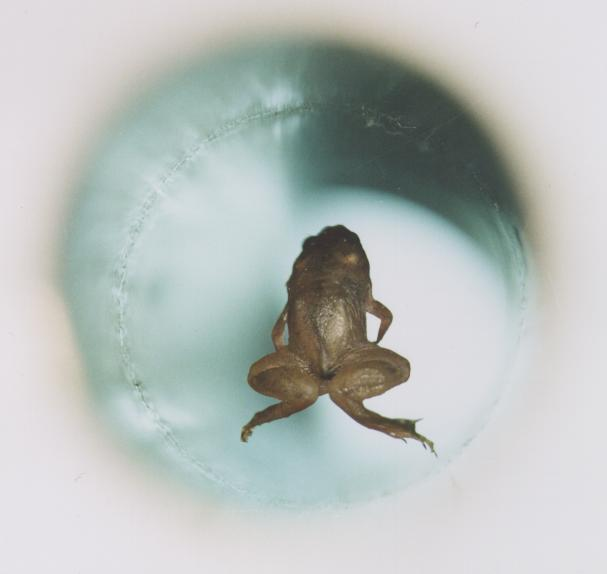
Левитирующая лягушка в эксперименте А. Гейма и М. Берри

Также широко известен эксперимент с диамагнитной левитацией, в том числе, со знаменитой «летающей лягушкой», за который Гейм вместе с известным математиком и теоретиком сэром Майклом Берри из Бристольского университета получил в 2000 году Шнобелевскую премию.
В 2004 году Андрей Гейм совместно со своим учеником Константином Новосёловым изобрёл технологию получения графена — нового материала, представляющего собой одноатомный слой углерода. Как выяснилось в ходе дальнейших экспериментов, графен обладает рядом уникальных свойств: он обладает повышенной прочностью, проводит электричество так же хорошо, как медь, превосходит все известные материалы по теплопроводности, прозрачен для света, но при этом достаточно плотный, чтобы не пропустить даже атомы гелия. Всё это делает его перспективным материалом для ряда приложений, в частности создания сенсорных экранов, световых панелей и, возможно, солнечных батарей.
За это открытие Институт физики (Великобритания) в 2007 году наградил Гейма медалью Мотта. Он также получил престижную премию Еврофизика (совместно с Константином Новосёловым). В 2010 году за «передовые опыты с двумерным материалом — графеном» был удостоен Нобелевской премии по физике, которую разделил с Константином Новосёловым. Гейм стал первым учёным, который был лично удостоен как Шнобелевской, так и Нобелевской премий.
В 2013 году получил Медаль Копли.
Членкор Нидерландской королевской академии наук (2011).

### Некоторые публикации
- Andre K. Geim. Nobel Lecture: Random walk to graphene (англ.) // Rev. Mod. Phys. — 2011. — Vol. 83. — P. 851—862. — doi:10.1103/RevModPhys.83.851.
  - Русский перевод: А. К. Гейм. Случайные блуждания: непредсказуемый путь к графену // Успехи физических наук. — Российская академия наук, 2011. — Т. 181. — С. 1284—1298.

## Награды и отличия
- Шнобелевская премия (2000)
- Премия Мотта[англ.] (2007)
- Премия Еврофизика (2008)
- Премия Кёрбера (2009)
- Премия Джона Карти Национальной АН США (2010)
- Медаль Хьюза (2010)
- Нобелевская премия по физике (2010)
- Рыцарь-бакалавр Великобритании (2011)
- Медаль Почёта Института Нильса Бора (2011)
- Медаль Копли (2013)
- Назывался Science Council[англ.] в числе «UK’s 100 leading practising scientists» (2014)[33]
- Carbon Medal[англ.] (2016)
- Командор ордена Нидерландского льва (2010)

## Взгляды и хобби
- Андрей Гейм увлекается горным туризмом. Его первым «пятитысячником» стал Эльбрус, а любимая гора — Килиманджаро[18].
- Учёный отличается своеобразным юмором. Одно из подтверждений тому — статья о диамагнитной левитации, в которой соавтором Гейма был указан его любимый хомяк («хамстер») Тиша[34]. Сам Гейм по этому поводу заявил, что вклад хомяка в эксперимент с левитацией был более непосредственным. Впоследствии эта работа использовалась при получении степени доктора философии[35].

### Взгляд на развитие фундаментальной науки
В статье «Be afraid, very afraid, of the tech crisis», опубликованной в газете Financial Times 5 февраля 2013 года, Гейм высказал предположение, что мир охватывает технологический кризис, новые технологии появляются на свет гораздо реже, чем этого требует текущая экономическая ситуация.

Налицо глубокий кризис производства новых знаний. Не то чтобы открытия не делались вовсе, однако число их значительно уменьшилось. Но без новых знаний возможно появление только производных технологий, а они, какими бы важными ни были, не способны поддерживать тот уровень экономического роста, к которому мир успел привыкнуть после начала промышленной революции.

По словам Гейма, именно вложения в фундаментальные исследования, которые обывателю могут показаться бесполезными, дали начало таким изобретениям, как компьютер, GPS-навигатор и Интернет. Главной причиной развития фундаментальной науки во второй половине XX века Гейм называет холодную войну между СССР и США, что заставляло страны тратить огромные деньги на фундаментальные исследования, в надежде обогнать противника в возможном грядущем военном противостоянии. Текущие вызовы человечеству — глобальное потепление или истощение природных ресурсов, — по словам Гейма, не пугают широкие массы, а в результате правительства ведущих мировых держав сокращают траты на науку.
По мнению Гейма, новый бум научных открытий может быть вызван глобальной угрозой существованию человечества на Земле, например, огромным астероидом, который будет грозить столкнуться с Землёй. Чтобы предотвратить это, человечеству придётся усиленно развивать новые технологии. И, может, тогда, по выражению Гейма, «люди наконец поймут, что социальные сети могут сделать отдельных людей очень богатыми, но не могут спасти планету. Для этого нужны фундаментальные открытия».

## Общественная деятельность
В 2016 году подписал письмо с призывом к Greenpeace, Организации Объединённых Наций и правительствам всего мира прекратить борьбу с генетически модифицированными организмами (ГМО). В 2021 году подписал коллективное письмо учёных в поддержку российского оппозиционера Алексея Навального и c призывом прекратить его преследование. В июле 2024 года в числе 51 нобелевского лауреата подписал обращение о немедленном прекращении огня между Россией и Украиной и в секторе Газа

### Статьи
- Статьи Андрея Гейма за 1981—1990 гг. в журнале «Письма в ЖЭТФ»
- Статьи Андрея Гейма в журнале «Успехи физических наук»
- Публикации в базе данных Astrophysics Data System
- Полный список публикаций отдела физики конденсированного состояния Манчестерского университета

### Интервью
- Андрей Гейм: «Мы не знаем, к чему приведёт это открытие». BBC (5 октября 2010). — Интервью с Яной Литвиновой. Дата обращения: 5 октября 2010. Архивировано 26 марта 2012 года.
- Андрей Гейм: «…такого сумасшедшего цирка, как сейчас происходит, я ещё не видел». РСН (6 октября 2010). — Интервью. Дата обращения: 15 октября 2010. Архивировано 26 марта 2012 года.
- Андрей Гейм: «На фига я России нужен?» Газета.ру (7 октября 2010). — Интервью. Дата обращения: 13 октября 2010.
- G. Brumfiel. Andre Geim: in praise of graphene // Nature. — 7 Oct 2010.
- Речь Андрея Гейма, произнесённая на Нобелевском банкете 10 декабря 2010 года // Троицкий вариант. — № 69, С. 5 (21.12.2010).